# 모미르 페트코비치
모미르 페트코비치(세르비아어: Момир Петковић, Momir Petković, 1953년 7월 21일~)는 유고슬라비아와 세르비아의 레슬링 선수, 지도자이다. 1976년 하계 올림픽 그레코로만형 미들급에서 금메달을 획득했으며 세계 선수권 대회에서 은메달 3개, 동메달 1개를 획득했다.
선수 은퇴 후에는 레슬링 지도자로 활동하고 있다.